# Nosalewice (wieś)
Nosalewice – wieś w Polsce położona w województwie łódzkim, w powiecie radomszczańskim, w gminie Przedbórz. Wieś sąsiaduje z Budami Nosalewickimi i Wygwizdowem.
Jest oddalona od najbliższego miasta – Przedborza o 4 km.
W latach 1954–1961 wieś należała, a do 1958 r. była siedzibą władz gromady Nosalewice, po jej zniesieniu w gromadzie Przedbórz. W latach 1975–1998 miejscowość administracyjnie należała do województwa piotrkowskiego.
We wsi znajduje się: budynek publicznej szkoły podstawowej, młyn, sklep spożywczy, stare gospodarskie zabudowania oraz kapliczka. W okolicach wioski znajduje się wiele przydrożnych krzyży i kapliczek. 
Nosalewice przedzielone są strumykiem zwanym Strugą, nieopodal którego znajduje się remiza Ochotniczej Straży Pożarnej i droga do pobliskiego Wygwizdowa. Wieś leży na pagórkowatym terenie, z którego rozciąga się widok na pobliskie okolice. 
Nosalewice są położone wzdłuż jednej ulicy – to typowa ulicówka.
Wierni Kościoła rzymskokatolickiego należą do parafii św. Aleksego w Przedborzu.